# Paul Kronenberg

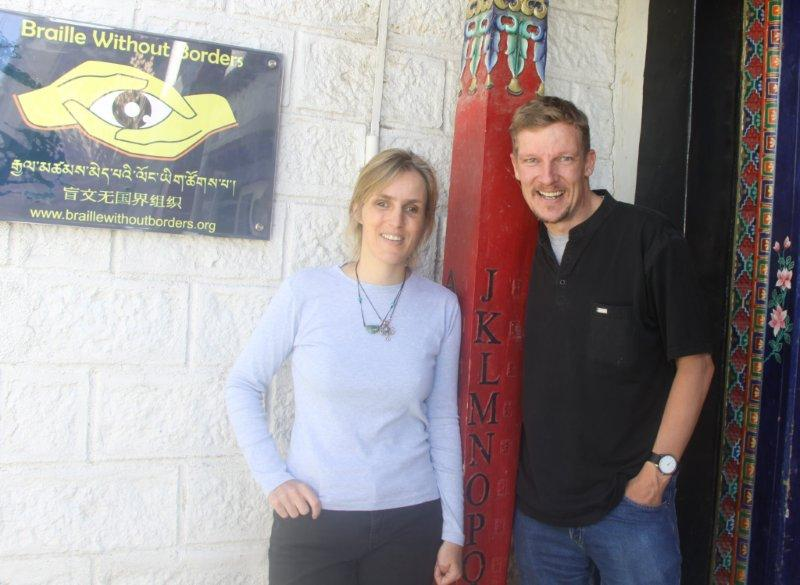
Sabriye Tenberken und Paul Kronenberg

Paul Kronenberg (* 1968 in Venray) ist ein niederländischer Techniker und Blindenschulgründer.

## Leben
Er wuchs in Venray in den Niederlanden auf. Kronenberg studierte Ingenieurwissenschaften, Informatik und Wirtschafts- und Kommunikationstechnologie. 1997 reiste er alleine nach Tibet, wo er Sabriye Tenberken kennenlernte. Zusammen gründeten sie 1998 das „Blindenzentrum Tibet“ „Braille Without Borders“. 2000 entstand ein Dokumentarfilm über Tenberkens und Kronenbergs Arbeit mit dem Titel „Mit anderen Augen“.
2004 fand das Climbing Blind Project statt: Paul Kronenberg nahm zusammen mit Sabriye Tenberken und Jugendlichen der Schule für Blinde in Lhasa sowie einem US-amerikanischen Filmteam an einer von Erik Weihenmayer, dem ersten Blinden, der den Mount Everest bestieg, geleiteten Bergsteigerexpedition in Tibet teil. Diese Expedition musste jedoch aufgrund schlechter Witterungsverhältnisse vor dem Erreichen des Gipfels abgebrochen werden. Der Film Blindsight wurde mit verschiedenen Publikumspreisen prämiert: Berlinale, Palm Springs, AFI Los Angeles und im Oktober 2007 auch in Gent, Belgien. Der Film war ab Januar 2008 in den deutschen Kinos zu sehen. Kronenberg war zusammen mit seiner Partnerin Interviewgast bei Reinhold Beckmann.
2005 gründeten Kronenberg und Tenberken gemeinsam das Ausbildungsinstitut kanthari im südindischen Kerala. Dort werden seit 2009 Menschen aus aller Welt ausgebildet, um ihre eigenen sozialen Organisationen und Umweltinitiativen zu gründen. Dabei konzentriert sich kanthari darauf unmittelbar betroffene Menschen auszubilden. Während des 12-monatigen Lehrgangs werden die Teilnehmenden zu sozialen Führungskräften ausgebildet und lernen alles, was nötig ist (Projektplanung, Management, Buchhaltung, Kommunikation, Fundraising etc.), um eine wirksame soziale Organisation oder Umweltinitiative zu starten und nachhaltig zu führen. kanthari richtet sich an Menschen aus aller Welt, die selbst Umweltzerstörung, Ungerechtigkeit, Diskriminierung und oft auch Gewalt oder Krieg erfahren haben und nun einen sozialen Wandel anstoßen wollen. Thematisch sind den Projektideen keine Grenzen gesetzt.

## Auszeichnungen
- Im August 2000 zusammen mit Sabriye Tenberken den „Zilveren Jandaia“, eine niederländische Auszeichnung für den Einsatz zur Verbesserung des Lebens von Menschen in der dritten Welt
- Im September 2002 zusammen mit Sabriye Tenberken, Albert-Schweitzer-Preis der Johann Wolfgang von Goethe Stiftung in Basel, überreicht durch die 80-jährige Tochter von Albert Schweitzer
- Im September 2002 zusammen mit Sabriye Tenberken „Nürnberger Teddy für Menschenliebe“
- Im Oktober 2003 die Ritterschaft des Ordens von Oranien-Nassau